# أنا بيلين
أنا بيلين (بالإسبانية: Ana Belén)‏ هي مغنية وممثلة إسبانية، ولدت في 27 مايو 1951 بمدريد في إسبانيا. من الجوائز التي نالتها وسام الفنون والآداب الفرنسي وميدالية الاستحقاق الذهبية في الفنون الجميلة (إسبانيا) سنة 2006.

## أعمال

### أفلام
- (1996) التحررية
- (2016) ملكة إسبانيا

## جوائز
- وسام الفنون والآداب الفرنسي
- ميدالية الاستحقاق الذهبية في الفنون الجميلة (إسبانيا) (2006)

## وصلات خارجية
- أنا بيلين على موقع IMDb (الإنجليزية)
- أنا بيلين على موقع ألو سيني (الفرنسية)
- أنا بيلين على موقع ميوزك برينز (الإنجليزية)
- أنا بيلين على موقع أول موفي (الإنجليزية)
- أنا بيلين على موقع قاعدة بيانات الأفلام السويدية (السويدية)
- أنا بيلين على موقع أول ميوزيك (الإنجليزية)
- أنا بيلين على موقع ديسكوغز (الإنجليزية)
- أنا بيلين على موقع قاعدة بيانات الفيلم (الإنجليزية)
- أنا بيلين على موقع كينوبويسك (الروسية)